# Назвати кота
«Назвати кота» (англ. The Naming of Cats) — вірш Томаса Еліота; один з віршів збірки «Котознавство від Старого Опосума» (1939). Твір згодом адаптовано під пісню до мюзиклу «Коти» Ендрю Ллойда Веббера, а також цитовано в інших фільмах, зокрема у кінострічці «Втеча Логана». Вірш розповідає людям, як коти отримують свої імена.

## Вірш
і тут недоречно дурниці плести.

У мене всі дома – сміятись не варто, –

та ТРІЙКО ІМЕН мусять мати коти.

Найперше ім’я – то для хатнього вжитку:

Мурко чи Микитка – це він, а вона –

Варварка, Аліска, або ж Маргаритка, –

я дуже шаную такі імена.

Та є і складніші: Платон чи Деметра,

або ж Алевкіда, Ніоба, Варнак…

Це як собі знаєш – аби тільки впетрав!

Я дуже шаную такі імена.

У вірші використано короткий ритмічний діалог для опису того, як коти отримують чи обирають свої імена. Вірш стверджує, що «трійко імен мусять мати коти»; особливо одне «для хатнього вжитку», «неповторне» друге і третє «таємне». Англійська професора Дороті Додж Роббінс стверджувала, що багато котячих імена, використаних у вірші поета з Міссурі, вказують на його любов до британської культури та запозичення з неї: «Зрештою, це безсумнівно прізвиська котів з Лондона; амбарних котів на Середньому Заході так не називали з практичних мотивів».
Сімейні імена — це типові звичні імена для «хатнього вжитку». Серед прикладів: «„Віктор, чи Джонатан, Джордж чи Білл Бейлі“», останнє походить з пісні 1902 року під назвою «Won't You Come Home». У вірші також пропонуються «модніші» прізвиська, а саме імена античних і мітологічних постатей: «Платон, Адмет, Електра й Деметра». В українському перекладі відбулась адаптація до наших реалій: «Мурко чи Микитка — це він, а вона– Варварка, Аліска, або ж Маргаритка».
Неповторні імена мають бути шляхетні й чарівні, тому тут Еліот вигадує власні прізвиська: Манкустрап, Кваксо, Корикодер, Бомбаруліна та Джелла-цариця. Робінс робить припущення, що ім'я Корикодер (англ. Coricopat) є лінгвістичною варіацією «Calico Cat» (Кішка каліко) з вірша Юджина Філда «Дуель».
Щодо потаємних імен котів, Еліот каже, що його й не вгадаєш — «старання даремні: хоч КІТ ЙОГО ЗНАЄ, та не видає».

## «Коти»
У мюзиклі «Коти»  «Назвати кота» є другою піснею, яку повністю виконують як повільний похмурий спів, що розбиває четверту стіну і звертається безпосередньо до глядачів, пояснюючи їм, як коти отримають свої імена. Коти співають в унісон. Пісня шепочеться ритмічним діалогом і не виконується з підкресленим ритмом, оскільки голоси мають різну висоту та інтонацію. Під кінець виступу, перш ніж відійти за лаштунки, актори рухаються в бік глядача, коли пісня поступово переходить до танцю Вікторії.
Багато імен персонажів взято з вірша, серед яких Бомбаруліна, Деметра та Манкустрап тощо.

## Інше
У фільмі «Втеча Логана» один з персонажів, якого зіграв Пітер Устінов, декламує скорочений варіант вірша.